# Jeon Jin-woo
Jeon Jin-woo, de son nom de naissance Jeon Se-jin, né le 9 septembre 1999 à Guri en Corée du Sud, est un footballeur sud-coréen évoluant au poste de milieu offensif au Suwon Bluewings.

## Biographie

### En club
Jeon Jin-woo rejoint le Suwon Bluewings en janvier 2018. Conformément à sa date de naissance, le numéro 99 lui est attribué. Le 21 février 2018, il joue son premier match en professionnel, lors d'une rencontre de Ligue des champions de l'AFC face aux Japonais de Kashima Antlers. Il entre en jeu en cours de partie, et son équipe s'incline par deux buts à un. Il joue son premier match dans la K League 1 face au Incheon United FC. Il est titularisé ce jour-là, et se distingue en inscrivant également son premier but en professionnel, participant ainsi à la victoire de son équipe par trois buts à deux.
En 2018, il est nommé jeune joueur de l'année.

### En équipe nationale
Avec les moins de 19 ans, il participe au championnat d'Asie des moins de 19 ans en 2018. Lors de cette compétition organisée en Indonésie, il joue six matchs. Il se met en évidence en inscrivant un total de cinq buts : deux buts en phase de poule, contre l'Australie et la Jordanie, puis un but en quart de finale face au Tadjikistan, et enfin un doublé en demi-finale face au Qatar. En finale, il délivre une passe décisive face à l'Arabie saoudite, toutefois son équipe s'incline.
Jeon Se-jin est ensuite sélectionné en 2019 avec la Corée du Sud des moins de 20 ans pour participer à la Coupe du monde 2019 des moins de 20 ans qui se déroule en Pologne. Il joue six matchs lors de ce tournoi, et les siens se hissent jusqu'en finale, en étant battus par l'Ukraine.

## Palmarès

### En club
Suwon Bluewings
- Coupe de Corée du Sud :
  - Vainqueur : 2019

### En sélection
Corée du Sud -19 ans
- Championnat d'Asie des moins de 19 ans :
  - Finaliste : 2018.

 Corée du Sud -20 ans
- Coupe du monde -20 ans :
  - Finaliste : 2019.